# 古塔大马士革

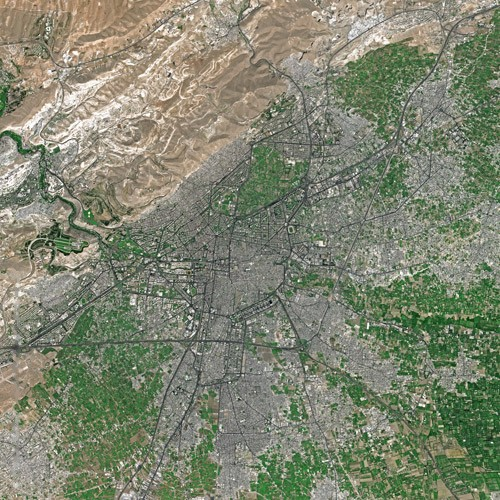
显示古塔大马士革的卫星照片

33°30′00″N 36°25′15″E / 33.50000°N 36.42083°E
古塔大马士革（‎）（‎）是从东南西三个方向环绕大马士革的园林区域。行政区划上分属于大马士革市和大马士革农村省。
古塔大马士革境內绿树成荫，還有鸟语花香的果园。得益于巴拉达河的支流构成的灌溉网络，这片区域多栽种蔬菜水果鲜花。其中农产品有沙姆杏、沙姆蓝莓、李子、桃、樱桃、核桃、沙姆玉米、鲜花和各种绿色蔬菜。

## 名称含义
古塔大马士革中的古塔（‎）在阿拉伯语中的意思为凹地，这个区域的意为大马士革的凹地。

## 区域范围

### 西古塔
西古塔（‎）的范围起于大马士革南部的地理景点如布图大马士革（阿拉伯语意为大马士革高地），延伸到穆希特马扎区，包括卡发热苏萨镇、嘎迪西亚镇、德拉雅镇、巴比拉镇、苏荷那亚镇、艾什里非亚镇。

### 东古塔
东古塔（‎）区域的中心位于杜马市，围绕着大马士革由东向南延伸。包括贾尔马纳镇、马里哈镇、阿格热巴镇、哈扎镇、阿热宾镇、卡发热巴塔那镇。2013年至2018年敘利亞內戰期間，東古塔曾落入反对派陣營。

## 区域内的遗迹名胜
古塔区域内有多达15处的历史遗址，其中一些可以追溯到石器时代。
其中包括可以追溯到石器时代的史前遗迹泰爾阿斯瓦德遺址（Tell Aswad，阿拉伯语意思为黑丘），距离大马士革48千米。

### 古塔区域内的宗教名胜
此处区域范围内有多处伊斯兰教著名人物的陵墓。
位于大马士革南部的赛以黛·宰奈布村的赛以黛陵（ مقام السيدة زينب）。
白热兹（منطقة برزة）的伊斯兰教圣门弟子穆德里克·本·宰雅德·法拉兹（ مدرك بن زياد الفرازي）和伊布拉欣·赫利勒（مقام إبراهيم الخليل）的陵寝。

## 叙利亚内战
由于古塔大马士革包含大马士革市和大马士革农村省的部分区域，这一区域是叙利亚政府军和反对派的交战区域之一。2018年2月，俄敘聯軍發動「大馬士革鋼鐵行動」。

### 东古塔大马士革的反对派武装团体[3]

#### 伊斯兰军
2013年，伊斯兰军由超过45个不同的自由军阵营组成，这个阵营是最大的武装反对派。“伊斯兰军”由领导委员会和负责该组织活动不同部门组成。它拥有1万至1.5万战斗人员。

#### 沙姆解放组织
沙姆解放组织拥有大量的外国武装人员。他们擅长使用诱杀陷阱、炮击、自杀炸弹，给该组织增添了额外的力量。但是，该组织与其他武装团体关系不佳，甚至与盟友拉赫曼军团都有龌龊。他们活跃在东古塔的朱巴热镇（جوبر）、阿热宾镇、卡发热巴塔那镇的有限范围内。
他们在该地区的农村有着重要的存在，但是其最主要的地盤是叙利亚北部的伊德利卜省。他们的主要竞争对手是自由沙姆人伊斯兰运动和努爾丁·贊吉運動。

#### 自由沙姆人伊斯兰运动
自由沙姆人伊斯兰运动形成于叙利亚内战初期，他们主要活跃在叙利亚北部的伊德利卜省乡村地区，但在东古塔也有少量人员。该组织战斗经验丰富，与东古塔的大多数其他武装派别关系良好。